# Зудира
Зудира́ (рос. Зудыра) — селище у складі Чернишевського району Забайкальського краю, Росія. Входить до складу Аксьоново-Зіловського міського поселення.

## Населення
Населення — 32 особи (2010; 35 у 2002).
Національний склад (станом на 2002 рік):
- росіяни — 97 %